# Victor Bailey (cestista)
Victor Bailey Jr. (Austin, 28 settembre 1998) è un cestista statunitense.